# 가족경제학 (영화)
가족경제학(Family Economics)은 한국에서 제작된 이성래 감독의 2008년 영화이다. 임형태 등이 주연으로 출연하였고 조민석 등이 제작에 참여하였다.

## 출연

### 주연
- 임형태
- 이재순
- 류혜연

## 제작진
- 조명: 이효춘
- 조감독: 김병식
- 녹음: 강산
- 미술: 이지형
- 미술: 고수정